# 放射性定年法
放射测年法，又稱放射性年代測定法，是利用测定被测定物中某些放射性同位素与其衰变产物的比率，之后应用这种放射性同位素半衰期计算年代的方法，亦被稱為絕對定年法。

## 原理

### 放射性衰變

放射性衰變鏈之例：鉛-212（^{212}Pb）轉為鉛-208（^{208}Pb）。各母元素透過α衰變或β^{−}衰變，自發衰變為子元素（衰變產物）。最終的衰變產物為鉛-208（^{208}Pb），性質穩定，且不再產生自發放射性衰變。

一般物質皆是由化學元素之結合體所組成，各有其獨特的原子序數，標明了原子核內的質子數。另外，元素核內可擁有相異的中子數，而以不同的同位素狀態存在。有的特定元素的特定同位素被稱作核素。有的核素本身性質不穩定，因此在某些特定時刻，此類核素的原子會自然轉換為不同的核素。這種轉變可以多種方式達成，包括放射性衰變，其可以發射粒子（通常為電子（β衰變）、正電子或α粒子）、電子捕獲或自發分裂進行。

### 地質年代方程式
放射性衰變對應之地質年代的數學表達式為：
D = D0 + N(eλt − 1)
其中，
t 表檢體之年代。
D 表檢體中子元素的原子數量。
D0 表最早成分中子元素的原子數量。
N 表檢體中母元素的原子數量。
λ 表母元素的衰變常數，等於母元素放射性半衰期的倒數乘以自然對數2。

## 碳十四测年法
对于生物体测定年代，在古生物学中除地层测年法外还经常使用碳十四测年。
碳十四测年法是美国人威拉得·利比发现的，他也因此发现获得了1960年的诺贝尔化学奖。碳十四测年法的原理是：生物体在活着的时候会因呼吸、进食等不断的从外界摄入碳十四，最终体内碳十四与碳十二的比值会达到与环境一致 （该比值基本不变），当生物体死亡时，碳十四的摄入停止，之后因遗体中碳十四的衰变而使遗体中的碳十四与碳十二的比值发生变化，通过测定碳十四与碳十二的比值就可以测定该生物的死亡年代。
不过因为碳十四的半衰期比较短，碳十四测年法的应用局限于5到6万年。

## 现代测年方法
- 铀铅测年法 - 通过测量铀-235和铅-207以及铀238和铅206的比例测量石头，可以测量大约一百万到超过45亿年的年代，精準度大约为测量范围的0.1-1%。
- 钐钕测年法（英语：Samarium-neodymium dating） - 通过测量143Nd和144Nd比例测量地球上古老的陨石和石头的关系。在地幔形成后钐钕同位素的比例比较稳定，可以用于测年。 精準度为在25亿年范围内少于2千万年误差。
- 钾氩测年法 - 钾-40衰变为氩-40。氩气在石头为液体（岩漿或熔岩）时会自由逃逸，而在石头凝固（火成岩）后则保留在石头中。钾-40有12.48亿年的半衰期，因此可以用于测量超过100,000年的石头，但因为氩含量太低影响精度，不能测量比较年轻的石头。[4].
- 銣-鍶定年法 - 铷-87衰变成锶-87有13亿年的半衰期。用于测量火成岩和变质岩，还被用于测定月球石。在封闭环境下矿石所含有铷锶的比例应比较稳定。但因为地质运动等原因测量误差较大，大概为每30亿年有3到 5千年误差。[5]
- 铀钍测年法（英语：Uranium-thorium dating） - 铀-234衰变为钍230有80,000年的半衰期，同时铀235衰变为镤231有34,300年的半衰期。因为铀可在水中溶解，但是钍和镤却不溶解于水，因此可以用于测定海底沉积层的年代。可用于测量大约到500,000年前的年代。[6]
- 放射性碳定年法 - 生物呼吸二氧化碳时使得体内碳-14的比例基本与当时大气相同。生物死后碳14逐渐衰变，可以用于测量从现在到约58,000至 62,000年前的年代。[7]
- 裂变痕迹测年法（英语：Fission track dating） - 分析铀裂变后在矿石和玻璃上破坏的痕迹
- 氯-36 测年法 - 从1952年到1958年之间的核试验导致海水受辐射产生大量本来很罕见的氯-36（英语：Chlorine-36）。这种放射性的氯逐渐扩散到土壤和地下水中，因此氯-36可以用来测量50年代以后的地质测年。
- 热释光测年法 物体在加热时会把积累的辐射能以光的形式辐射出来。热释光的强度与它所接受的核辐照的多少成正比。由于陶瓷所受的核辐射是来自于自然环境和陶瓷本身所含的微少的放射性杂质（如铀、钍和钾40等），其放射性剂量相对恒定，因此热释光的强度便和受辐射时间的长短成正比。在陶瓷的烧制过程中原始的热释光能量都会因高温而全部释放掉，此后陶瓷重新积累辐射能，所以最后所测量得到的辐射能，是与陶瓷的烧制年代成正比。[8]

### 其他定年法
- 氩氩测年法（英语：Argon–argon dating）
- 碘氙测年法
- 镧钡测年法
- 铅铅测年法（英语：Lead-lead dating）
- 镥铪测年法
- 铼锇测年法
- 铀铅氦测年法
- 铀铀测年法